# USS Iwo Jima (LHD-7)
USS Iwo Jima (LHD-7) je vrtulníková výsadková loď Námořnictva Spojených států amerických, která vstoupila do služby v roce 2001. Jedná se o sedmou jednotku třídy Wasp.

## Stavba
Iwo Jima byla stejně jako všechny její sesterské lodě postavena v americké loděnici Ingalls Shipbuilding. 4. února 2000 byla spuštěna na vodu a 30. června 2001 byla uvedena do služby.

## Výzbroj

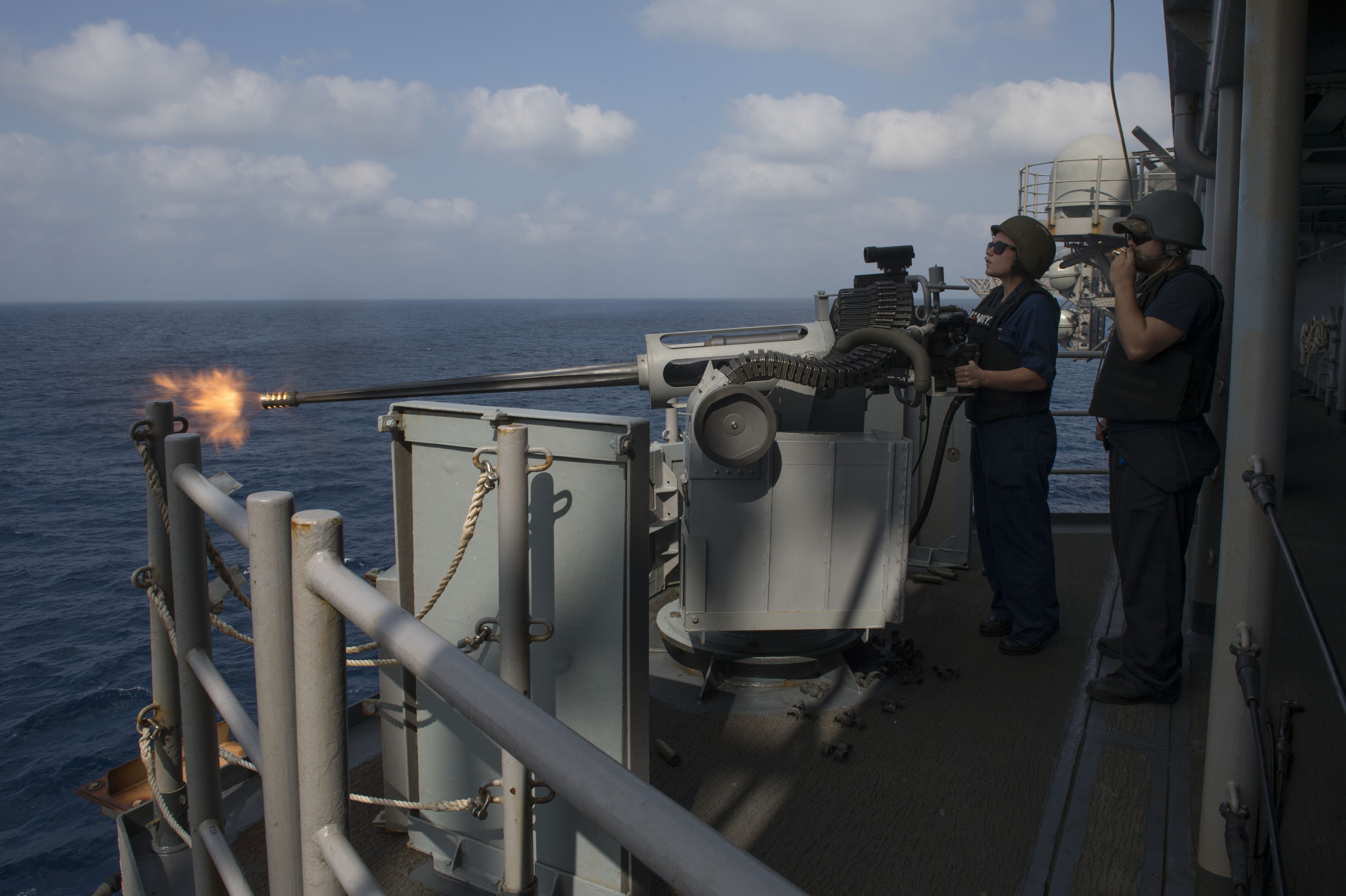
Automatický kanón Mk 38 Mod 0 při palbě

Iwo Jima je vyzbrojena dvěma raketovými systémy blízké obrany RIM-116 Rolling Airframe Missile, dvěma osminásobnými odpalovacími zařízeními Mk 29 pro protiletadlové řízené střely moře-vzduch RIM-7 Sea Sparrow, dvěma 20mm hlavňovými systémy blízké obrany Phalanx, třemi 25mm automatickými kanóny Mk 38 Mod 0 a čtyřmi 12,7mm těžkými kulomety M2 Browning.

## Letouny
Iwo Jima běžně nese bitevní letouny AV-8B Harrier II a F-35 Lightning II, transportní konvertoplány V-22 Osprey a vrtulníky AH-1Z Viper, CH-53E Super Stallion a UH-1Y Venom.